# Fake Peak

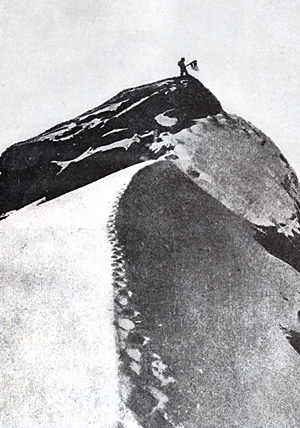
Ed Barrill auf dem Fake Peak (1906)

Der Fake Peak (deutsch sinngemäß: „falscher Gipfel“) ist ein kleiner Vorgipfel auf einem Grat neben dem Ruth-Gletscher im Denali-Nationalpark in Alaska, USA. Er liegt etwa 30 km südöstlich des Gipfels des Denali, des höchsten Bergs Nordamerikas.  
Frederick Cook legte 1906 ein Foto Ed Barrills, eines Mitglieds seiner Expedition, auf diesem Gipfel als Beweis für seine angebliche Erstbesteigung des Denali vor. 1997 konnte Robert M. Bryce nachweisen, dass es sich um den heute als Fake Peak bekannten Vorgipfel handelte, der auf 1627 m Höhe liegt und somit um 4563 m niedriger ist als der Denali.